# Saarijärvi (Pajala socken, Norrbotten, 756756-180729)
Saarijärvi är en sjö i Pajala kommun i Norrbotten och ingår i Torneälvens huvudavrinningsområde.